# الكرة (جريدة جزائرية)
الكرة أسبوعية جزائرية رياضية مختصة في كرة القدم يديرها جمال قسوم

## وصلات خارجية
- معلومات عن أسبوعية الكرة من موقع بوابة الصحافة الجزائرية.